# Chủng viện Lâm Bích
Chủng viện Lâm Bích hay còn gọi là Tiểu chủng viện Lâm Bích được thành lập năm 1971, sau đó ngưng hoạt động từ năm 1975 đến năm 2007 thì được cho tái thiết, là một dạng tiền chủng viện nhằm phục vụ nhu cầu đào tạo chủng sinh cho Đại chủng viện Sao Biển, cả hai đều thuộc Giáo phận Nha Trang. Kể từ năm 1990, chủng viện đã có ban đại diện là các chủng sinh, một sự đổi mới theo quy định từ năm 1965. Ban đại diện này tham gia cách tích cực vào hoạt động của chủng viện.
Giám đốc chủng viện hiện nay là linh mục Gioan Baotixita Ngô Đình Tiến (từ năm 2014).